# Моложавский сельский совет (Городнянский район)
Моложавский сельский совет (укр. Моложавська сільська рада) — входит в состав
Городнянского района
Черниговской области
Украины.
Административный центр сельского совета находится в 
с. Моложава
.

## Населённые пункты совета
- с. Моложава
- с. Залесье
- с. Картовецкое
- пос. Лозовое
- с. Лютеж
- с. Минаевщина
- с. Невкля
- с. Перерост
- с. Студенец
- с. Черецкое